# Hverringe
Hverringe er en gammel sædegård, som nævnes første gang i 1350. Gården ligger i Viby Sogn, Bjerge Herred, Kerteminde Kommune. Hovedbygningen er opført i 1790.
Hverringe Gods er på 1655 hektar med Broløkke og Bøgebjerg. Hverringe omfatter et velbevaret herregårdslandskab. Oprindelig var Hverringe en skovgård beliggende ved de store skove, som lå ud til kysten. I 1607 købte Hverringes ejer øen Romsø og et stort stykke kystskovbælte af kongen, og derved blev godsets jorder det meget langstrakte kystvendte område.
Ud over landbrug og skovbrug er forretningsområderne i dag boligudlejning og jagt. Desuden driver godset Romsøbåden, der hele sommeren sejler turister fra Kerteminde til Romsø. Desuden er der en 5-stjernet campingplads – Camp Hverringe -i godsets regi.

## Ejere af Hverringe
- (1350-1370) Nicolaus Limbek
- (1370-1400) Forskellige Ejere
- (1400-1420) Tyge Basse
- (1420-1448) Steen Basse
- (1448-1450) Peder Olufsen Godov
- (1450-1460) Oluf Pedersen Godov / Regitze Olufsdatter Godov / Palle Sverin / Anders Eriksen Ulfeldt
- (1460-1500) Palle Andersen Ulfeldt / Niels Urne
- (1500-1535) Peder Lykke
- (1535-1537) Anne Pedersdatter Lykke gift Bille
- (1537-1560) Anders Bille
- (1560-1583) Jørgen Pedersen Lykke
- (1583-1611) Henrik Jørgensen Lykke
- (1611-1630) Anne Henriksdatter Lykke gift (1) Rantzau (2) Ulfeldt
- (1630-1655) Frands Henriksen Lykke
- (1655-1662) Kai Frandsen Lykke
- (1662-1675) Dorthe Daa gift Krabbe
- (1675-1708) Niels Gregersen Krabbe
- (1708-1737) Louise Charlotte von Schlaberndorf gift Krabbe
- (1737-1739) Niels Pedersen Juel
- (1739-1779) Peder Pedersen Juel
- (1779-1857) Hans Rudolph Gregersen Juel
- (1857-1875) Hans Juel
- (1875-1878) Niels Rudolph Juel
- (1878-1923) Hans Rudolf Juel
- (1923-1959) Niels Rudolf Juel
- (1959-1977) Ellen Iuel gift Reventlow
- (1977-2009) Niels Otto Rudolph Juel greve Reventlow
- (2009-) Alexander Iuel greve Reventlow